# 脱毛 (美容)
脱毛（だつもう）とは、美容あるいは身だしなみの観点から、体毛を意図的に除去することである。ワックス脱毛、光脱毛、レーザー脱毛、ニードル脱毛（電気針脱毛）など各種の方法がある。

## 概要
かつて日本では女性による脱毛が主流であったが、近年は男性が行うことも少なくない。欧米文化圏では男性の脱毛処理は一般的である。

## 体毛除去の方法としての脱毛
体毛を除去するためには、カミソリを用いて剃毛する、クリーム状または泡状の除毛剤を用いて除毛をすることなどがあるが、脱毛は毛を毛根から抜くことを指し、毛抜きなどを使ったり、ワックス脱毛のように多くの毛を同時に毛根から抜くという方法がとられている。毛抜きなどにかわり、電動の脱毛器具も市販されている。
技術の進歩によって、直流もしくは高周波の電流によって毛根の組織を破壊して毛の再生を阻止する針脱毛が用いられるようになり、さらにレーザー脱毛のように赤外線の熱エネルギーによって、短時間で多くの毛根を同時に破壊することが可能になった。

## 歴史
現在のような器具や脱毛剤を用いるか否かに関わらず、脱毛そのものは、考古学的には2万年ほど前から鋭利な石器や貝殻を用いて削り取るように剃っていた、と推測されている。
脱毛剤は美観や宗教的な目的で紀元前4〜3世紀の頃より存在し、香料を混入した粘り気のあるペースト状態の油脂や澱粉を肌の上に転がして脱毛する方法は、現代においても体毛を不浄と位置付けている宗教で婚姻の際などに花嫁に用いられている。また、溶岩が硬化する段階で火山ガスを放出して生成された、微細な気孔を多く持つ軽石や火山灰を混入した練り物も存在し、微粒子が摺り合って体毛の切断や除去に用いられている。紀元前3世紀頃のシュメール人はピンセット、もしくは毛抜きを用いて脱毛し、古代アラビア人は縄を体毛の上に転がして縄目の撚りを利用して脱毛していた。紀元前300〜100年頃のものとされる古代ギリシアの出土品の中に青銅製のピンセットが現存する。
古代ギリシャやローマでも女性は体毛の除去を行っていた。例えばギリシャのアリストパネスによる戯曲『女の平和』には、女性同士が、浴場で、話し相手のきれいに脱毛された下腹部を話題にする描写がある。紀元前70〜30年頃のクレオパトラ7世を初めとするプトレマイオス朝の埋葬品の中にも青銅製の剃刀が存在し、砂糖と蜂蜜や蜜蝋を練ったものが使用されていた。
一方で男性に関してはヘロドトスが「人間は死後に髪の毛や髭が伸びるのに関わらず、エジプト人はヒマさえあれば髭剃りをしている」と述べ奇異を表しているように、成人男性は髭を生やしているものと考えられていた。
しかしローマではやがて男性も髭を剃るようになり、さらには体毛を除去する男性も現れるようになった。セネカが浴場では体毛を抜く時に上げるうめき声が聞こえてうるさいと記していることから、紀元1世紀頃のローマの公衆浴場ではそれはよく見られた光景と考えられる。ところが髭をのばす風習はハドリアヌスの時代に再び現れる。ギリシアかぶれとして知られるハドリアヌスはギリシア風に髭を生やしたままにしたという。ハドリアヌス以前には髭を生やした皇帝の彫像は見られないがそれ以降にはしばしば見られる。このような、顔面を初めとして体毛を除去する行為は、高貴な地位を表すステータスシンボルとされていた。
アラブやイスラーム社会では、成人男女共に首から下の体毛を剃毛することが、イスラームが勃興した1400年以上前から現代にいたるまで宗教的身だしなみとして既定されている。そのため男女共々10日に一度程度の頻度で、腋毛や陰毛を剃刀で剃ることが習慣である。

## 日本での歴史
平安時代（8〜12世紀）の日本では、表面が滑らかで、同種の貝でさえも別のものでは決して合わない二枚貝のハマグリの外縁部を使い、額の生え際を整えるため毛を抜いていた。ちなみに額の生え際の何らかの脱毛処理は13世紀頃の英国でも行われており、女王の肖像画から脱毛の存在を推し量ることができる。
江戸時代中期以降となると、ヒゲを含め体毛全般が嫌われるようになり、眉を抜いて薄くし、これを“かったい眉”として粋を競うことが流行。また、男たちは銭湯で脱毛に励んだ。男湯限定で常備されていた“毛きり石”という軽石や貝を擦り合わせ、削り取るようにして、脛毛、腋毛、陰毛、尻や肛門周辺の毛等の体毛を除毛していた。剃刀で剃ることもあった。当時は褌姿でいることが多く、そのときに覗く体毛が嫌われていたためである。このことについて川柳にも「石榴口蛙啼くなり毛切石」という句が残されている。
一方で、女性も男性と同じように脱毛をしていたが、特に遊女は石を使った方法だけでなく、線香の先で焼切るという方法も取り入れていた。
現代の日本は、女性が主に脇・腕・足など比較的露出する部位を中心に脱毛することが多い。そのため、脱毛用の商品や店舗は女性専用であることが多い。男性の場合、以前は「体毛こそ男らしさの象徴」とされていたが、21世紀の日本では美意識の高まりや、清潔感の向上などが理由で、男性でも脱毛する機会が増えてきた。男性専門のサロン・クリニックまで登場するほど普及が広がっている。 脱毛サロン・脱毛クリニックに設置されているアンダーヘア脱毛（VIO脱毛）コースの人気も高く、VIO脱毛済みであることを公表している著名人たちもいる。

## 体毛を処理する理由

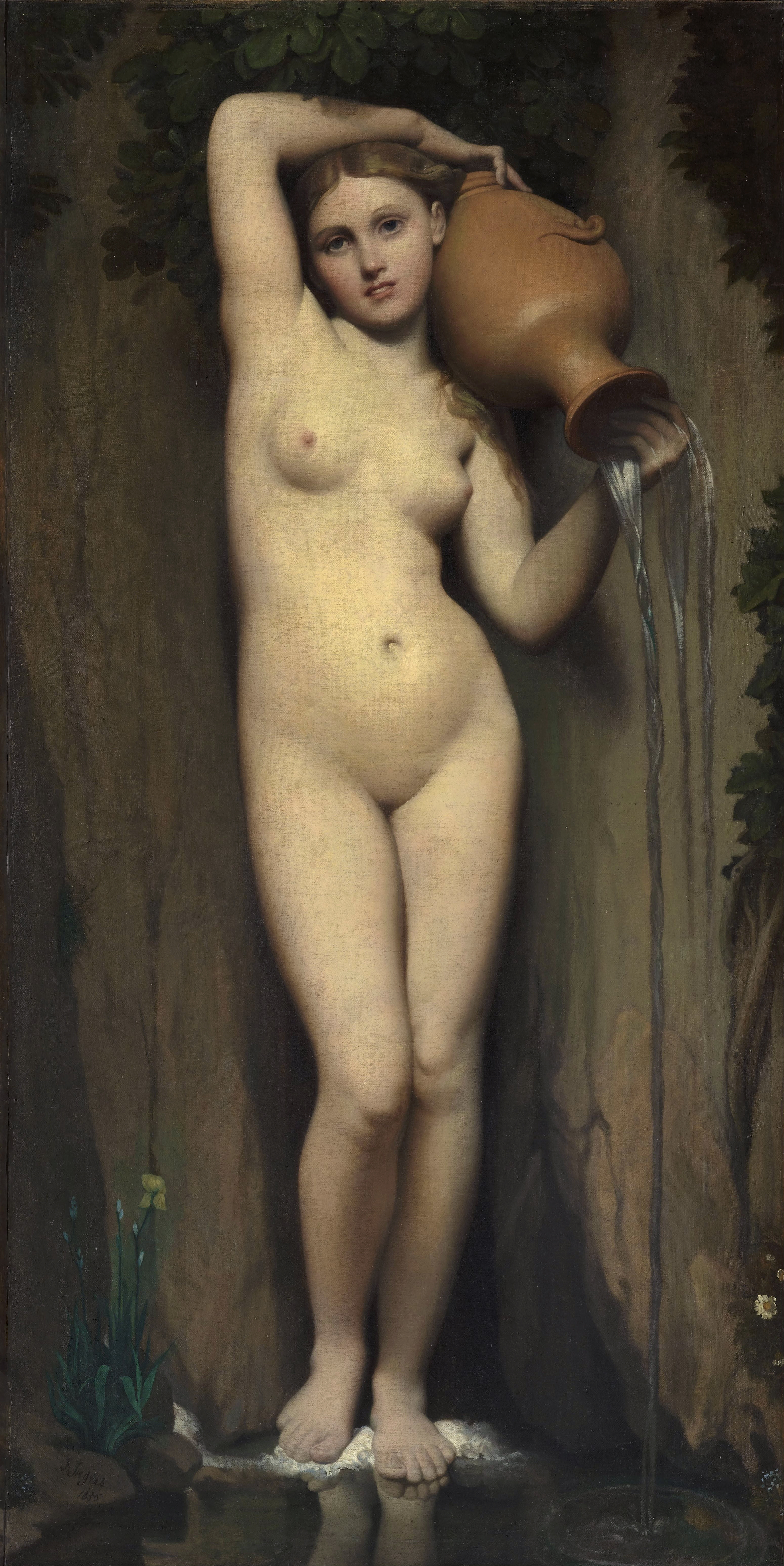
ドミニク・アングル「泉」

脱毛の理由は様々である。文化的には上記で見られるように、古代から体毛を除去する慣習が知られており、タンクトップや短いスカートの着用にあたって、皮膚が露出する部分の腋毛やスネ毛は、剃毛するか脱毛するかということが一種の身だしなみとなっている。ドミニク・アングルが19世紀に描いた女性の体には、腋毛や陰毛が認められない。
医学的な理由としては、逆まつげや多毛症のための処置などが、初期の理由として挙げられる。
男性においては、ヒゲを剃るということは日常的ではあるが、近代までの西洋世界では日常的にはヒゲ以外の体毛処理はあまり行われず、例外的に自転車競技やサッカー選手、野球選手が、脚の毛をケガに備えての処理をするくらいであった。また、美容目的ではボディビルダーが全身を脱毛するくらいであった。しかし露出や裸体への強烈なタブー感が薄まるにつれて、現代では脱毛も徐々に行われるようになった。
性器や肛門周りの脱毛については、外観面の向上、蒸れの軽減、排尿、排便後の処理の手軽さなど美容・衛生面の向上、抜け毛を床に落とさないというエチケット面の向上、性交時の愛撫がスムーズになり、性器挿入の密着度が高まり快感が増加する効果等、数多くのメリットがあるため、男女問わず広まっている。例えばアメリカ人男性の大半は定期的にアンダーヘア（パビックヘア）を整えるか全て脱毛している。ドイツではアンダーヘアを不潔なものと見なし、女性も男性も皆、アンダーヘアが全く無い。アンダーヘア脱毛は「VIO脱毛」、「デリケートゾーン脱毛」等といい、特に無毛にすることを「ハイジニーナ脱毛」という。

## 医師法との関係
針脱毛やレーザー脱毛は医療行為とされ、医師のいないエステティックサロンでの営業には法的問題があった。
厚生労働省が、2001年に「医師免許の無い者がレーザー脱毛をすることは医師法違反」と通達したのを受け、各エステティックサロンは、業界団体の再編やそこでの検討を経て、レーザーの出力を一定値以下に抑えるなどして対応している。
2009年には、神戸市をはじめ近畿・中国地方の西日本地区に店舗を展開するエステティックサロンチェーンが、医師免許を持たない従業員にレーザー脱毛を行わせていたことが判明し、兵庫県警が医師法違反容疑で捜索を行っている。この店の利用者の中には、火傷などのトラブルに見舞われた者もいるという。2012年3月には、2011年7月に医師免許が無いのに20代の女性に脱毛する医療行為を行ったとして、大阪府警生活環境課と曽根崎署は6日、エアフール（大阪府大阪市北区茶屋町）女性社長とエアフール梅田店店長従業員の3人を医師法違反で逮捕した。続いて同年6月には山形市のエステ店で医師免許を持たずに医療行為の「光脱毛」を行ったとして、山形県警生活環境課と山形署は29日、同店を経営する「ブラッサム」社長ら3容疑者を医師法違反（無資格医業）の疑いで逮捕した。また、2014年4月にも、姫路市のエステサロン「ハニーフラッシュ」の経営者と元店長の合わせて3人が医師法違反の疑いで逮捕された。同店では8年前から客に対して同様の脱毛行為を行い、これまでに少なくとも310人の客が店側に健康被害を訴え出ていたとのこと。また、さらに厚生労働省研究班が医師を対象に調査した結果によると、エステ利用後に健康被害を訴える人が相次いでいることが判明。患者324人のうち41%が脱毛の施術を受けており、研究代表者は、エステで使われる光脱毛器の不適切な使用で火傷を負うケースが多いと指摘している。

## 痛みのリスクに関して
2017年5月11日、国民生活センターは、美容脱毛に関するアンケートの結果を発表した。うち7割以上が、脱毛による副作用のリスクについて説明を受けていなかったことが判明。同年3月にインターネットで実施したそのアンケートでは、回答した男女1000人のうち、255人（25.5％）が施術後に痛みなどの症状が出たと答えた。このうち事前にリスクの説明を受けていたのは67人にとどまった。脱毛施術を巡っては、全国の消費生活センターなどにトラブルの相談が後を絶たない。国民生活センターのまとめでは、2017年2月末までの約5年間に、ヤケドなどの症状が出たという相談が計964件寄せられた。治癒に1ヶ月以上かかる重症例も129件（13.4%）あった。相談内容は、脱毛エステを受けたら背中など広範囲に発疹が出た、美容外科でレーザー脱毛を受けたところ肌が腫れシミが残った、など。施術場所はエステが680件、医療機関が284件。　西山美容・形成外科医院の西山真一郎院長によると、脱毛の際は、患者の肌質によってレーザー照射時間を判断するなど慎重な対応が必要だが、それでも症状が出る場合もあるという。西山は「リスクについて事前に十分な説明を受けることが大切」と指摘する。一方、消費者に誤解を与える広告も多い。施設によっては「痛みゼロ」「トラブルの心配なし」などの表現で宣伝していた。完全に毛を生えなくする「永久脱毛」は医療行為のためエステでは出来ないが、「処理した毛はもう生えない」などと宣伝するエステもあり、国民生活センターは「医師法に抵触する可能性もある」としている。なお、医療レーザー脱毛および光脱毛（フラッシュ脱毛）における「永久脱毛」の定義は、「最終脱毛から1か月後の毛の再生率が20%未満であること（米国電気脱毛協会）」「3回の脱毛施術によって6ヶ月後に3分の2以上減毛していること（米国FDA）」とされており、全ての毛が永久に生えてこなくなるわけではない。

## 主な脱毛方法の種類

### ワックス脱毛
ワックス脱毛とは、脱毛用に開発されたワックスを皮膚に塗り、毛とワックスとが接着する性質を利用し、これを引きはがすことによって、毛を毛根から取り除く方法である。家庭用での自己処理のために、室温で使えるジェル状のものや、シートに塗布された状態で市販されているものもある。
エステティックサロンで用いられる業務用のワックスは、室温では固形であり、金属の缶に入ったままヒーターで加熱されて融解させて使用する。この際、木製の使い捨てスパチュラを使って、ワックスを脱毛する部位に塗る。ワックスは、綿や不織布でできた当て布を用いて引きはがすソフト・ワックスと呼ばれるものと、ワックス自体が固体化する性質のハード・ワックスと呼ばれるものがある。
毛を毛根から取り除くことは出来るが、毛乳頭は体内に残っているため、いずれ毛が生えてくる。永久脱毛ではなく、あくまで一時的な脱毛方法である。

### 光脱毛(フラッシュ脱毛)
光脱毛（フラッシュ脱毛）とは毛根にダメージを与えることで体毛を除去する施術の総称。光脱毛の脱毛方式には、毛根に存在するメラニン色素に反応する光を照射して行う「IPL（インテンス・パルス・ライト）脱毛」と、毛の生成を促すバルジ領域に光を照射する「SHR（スーパーヘアリムーバル）脱毛」の２種類がある。「IPL脱毛」は太く濃い毛に効果的だが、脱毛効果が得られるのは成長期の毛のみとなっており発光の瞬間にチクッとした痛みが伴う。「SHR脱毛」は脱毛だけでなく抑毛効果があり、毛周期に関係なく産毛や色素の薄い毛にも効果が得られる。光脱毛は毛根を破壊するのではなく、ダメージを与えて脱毛を促す点で医療レーザー脱毛とは異なる。

### 医療レーザー脱毛
医療レーザー脱毛とは、黒色、または茶色に吸収される波長のレーザーを皮膚に照射することで、毛や毛根、周辺組織にダメージを与え、脱毛する方法。毛のライフサイクルの内、成長期に照射した分のみが脱毛されるといわれ、退行期の毛に照射しても効果は無い。これは毛根に対して十分な熱量が与えられるのが、成長期に限られるからである。医療行為のため、医師、もしくは看護師でないと照射は出来ない。こちらも減毛であり、永久的な効果は無い。

### ニードル脱毛
ニードル脱毛は、電気針を使用する医療脱毛の一種。針脱毛、電気針脱毛とも呼ばれている。皮膚科や美容整形外科のある病院で行われる。医療行為のため、医師、もしくは看護師でないと施術は出来ない。1875年、アメリカの眼科医、チャールズ・E・ミッチェルによって、逆さまつ毛の治療法として考案される。日本には1960年あたりから取り入れられた。毛穴に絶縁針を刺し、電流と高周波熱で毛乳頭を焼き、組織を破壊して脱毛する。針を刺すといっても、鍼灸同様、細い針を2～3mm程の深さに刺すので出血することはない。毛乳頭が完全に破壊されると、そこからは永久に毛が生えてこない。アメリカ食品医薬品局（FDA）が、永久脱毛の効果がある唯一の脱毛方法として認めている。レーザー脱毛では行えない産毛、白い毛、眉毛、日焼けした肌や、シミ、アザ、ホクロなどメラニン色素が濃い部分の脱毛がニードル脱毛では可能である。施術時に痛みを伴い、色素沈着や内出血等のトラブル事例も散見されており、施術時には注意を要する。

## トラブル
エステサロンに関しては高額なコース内容であるにもかかわらず、その場ですぐに契約させようとする問題があった。また、脱毛後に肌荒れしてしまう毛嚢炎、脱毛後に毛が濃くなる硬毛化現象などの肌トラブルも報告されている。